# Store Dalby Sogn
Store Dalby Sogn er et sogn i Hedensted Provsti (Haderslev Stift).
I 1800-tallet var Store Dalby Sogn anneks til Hedensted Sogn. Begge sogne hørte til Hatting Herred i Vejle Amt. Hedensted-Store Dalby sognekommune indgik før kommunalreformen i 1970 i Hedensted-Daugård Kommune, som ved selve reformen blev udvidet til Hedensted Kommune.
I Store Dalby Sogn ligger Store Dalby Kirke.
I sognet findes følgende autoriserede stednavne:
- Store Dalby (bebyggelse, ejerlav)